# Oscar B. Cintas
Oscar B. Cintas (ur. 1887 w Sagua la Grande, zm. 1957) – kubański ambasador w Stanach Zjednoczonych, magnat cukrowy i kolejowy. 

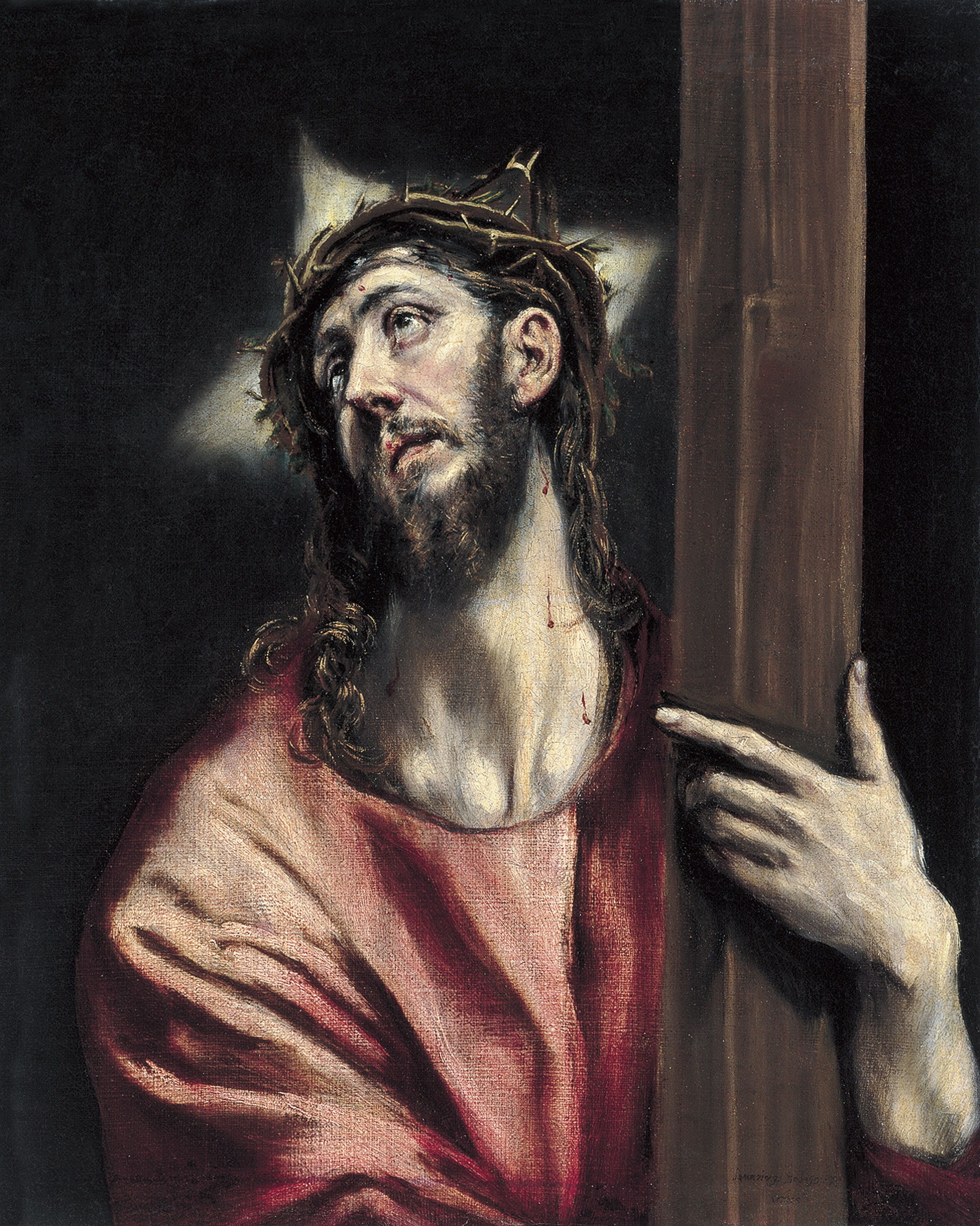
Chrystus z krzyżem pędzla El Greca

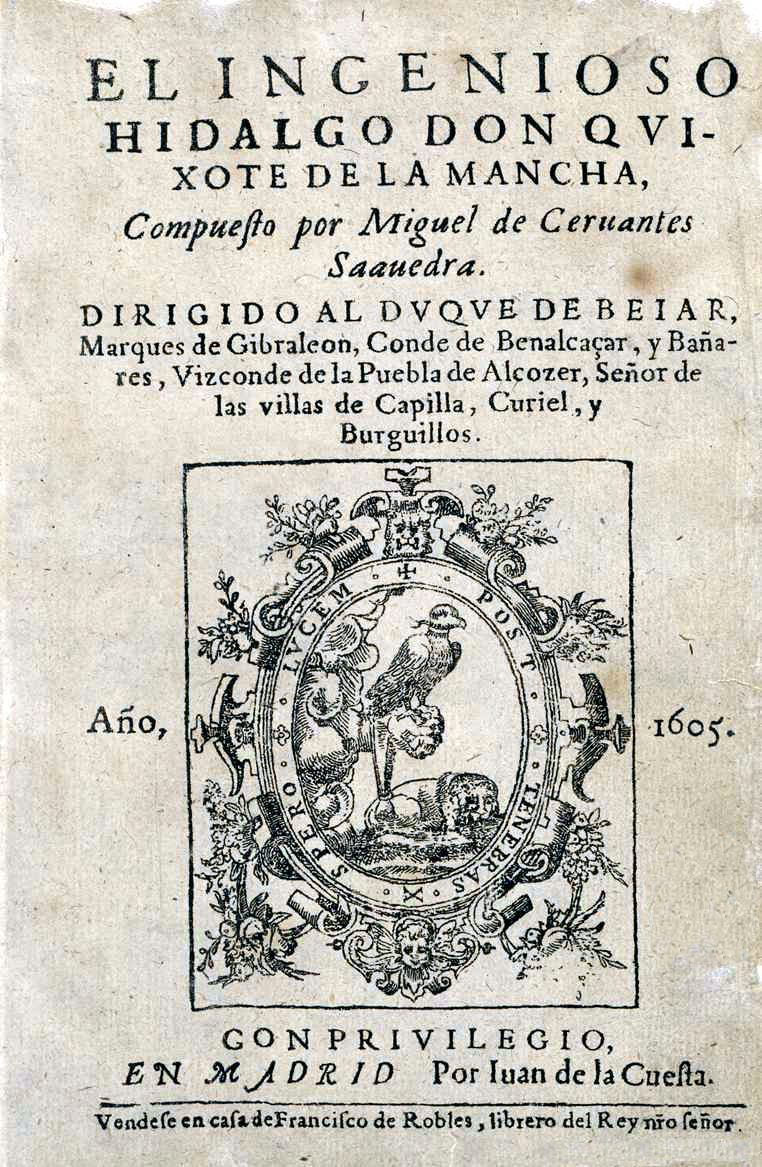
Strona tytułowa z pierwszego wydania Don Kichota z kolekcji Cintasa

Oscar B. Cintas urodził się w kubańskim mieście Sagua la Grande. Wykształcenie otrzymał w Londynie. Wzbogacił się na handlu cukrem i na transporcie kolejowym. Był dyrektorem cukrowni Cuban Railroad Company’s w Punta Alegre, Jatibonico i Jobabo; prezesem Railroad Equipment of Brazil and Argentina; dyrektorem American Car and Foundry oraz American Locomotive Sales Corporation. Prowadził również interesy w Europie. W latach 1932–1934 był ambasadorem Kuby w Stanach Zjednoczonych. 

## Fundacja Cintas[1]
Był mecenasem sztuki i doradcą Alfreda H. Barr Jr., amerykańskiego historyka, pierwszego dyrektora Museum of Modern Art w Nowym Jorku. Sam zgromadził bogatą kolekcję dawnych mistrzów i współczesnych malarzy. Jego zbiory należały do największych w Ameryce Łacińskiej. W 1940 roku wypożyczył jeden ze swoich obrazów Rembrandta pt. Rabin siedzący z kijem w dłoniach i z piórem w czapce na wystawę Światową Wystawę Sztuki w Nowym Jorku. 
Oscar Cintas gromadził również rękopisy, w swojej kolekcji posiadał m.in. pierwsze wydanie Don Kichota Cervantesa; piąty, ostatni rękopis Lincolna z 1863 roku byłą własność rodziny płk. Aleksandra Blissa, zwaną kopią Blissa. Rękopis został zakupiony w 1949 roku za kwotę 54 tys. dolarów i stanowiło to w owym czasie rekord cenowy na aukcji publicznej. W 1957 po śmierci Cintasa rękopis trafił do Białego Domu. 
Przed śmiercią kolekcjonera jego kolekcją zarządzał Chase Manhattan Bank, N.A. a radcą prawnym był Ethan Alyea. Za namową Davida Rockefellera i radcy Cintas założył fundację w składzie której zasiadali Theodore Rousseau, kurator Metropolitan Museum of Art, Porter A. McCray, dyrektor International Program  przy Museum of Modern Art w Nowym Jorku, i A. Hyatt Mayor, kurator druków w Metropolitan Museum of Art. Pierwotnie fundacja nosiła nazwę Fundacja Sztuki Kubańskiej; w 1962 został zmieniona i nazwana na cześć jej założyciela.

## Kolekcja
Fundacja Cintas opiekuje się dwoma ważnymi zbiorami sztuki w Stanach Zjednoczonych. Pierwszy to zbiór mistrzów malarstw szkoły hiszpańskiej wypożyczonej do Uniwersytetu Miami Lowe Art Museum w 1988 roku. Zbiory obejmują prace Ribera Święty Piotr, EL Greca Chrystus u Szymona trędowatego w Betanii i Chrystus z krzyżem oraz obrazy Murilla i Goi Admirał José de Mazarredo.     
Drugi zbiór Cintas Fellows Collection znajduje się we Freedom Tower i jest największym zbiorem dzieł kubańskich artystów poza granicami Kuby. Posiada zbiory ponad 200 artystów, w tym rzeźbiarzy, grafików, fotografów, filmowców i malarzy.